# Liste der Kulturgüter in Schüpfheim
Die Liste der Kulturgüter in Schüpfheim enthält alle Objekte in der Gemeinde Schüpfheim im Kanton Luzern, die gemäss der Haager Konvention zum Schutz von Kulturgut bei bewaffneten Konflikten, dem Bundesgesetz vom 20. Juni 2014 über den Schutz der Kulturgüter bei bewaffneten Konflikten sowie der Verordnung vom 29. Oktober 2014 über den Schutz der Kulturgüter bei bewaffneten Konflikten unter Schutz stehen.
Objekte der Kategorie A sind im Gemeindegebiet nicht ausgewiesen, Objekte der Kategorie B sind vollständig in der Liste enthalten, Objekte der Kategorie C fehlen zurzeit (Stand: 1. Januar 2023). Unter übrige Baudenkmäler sind zusätzliche Objekte zu finden, die im kantonalen Denkmalverzeichnis verzeichnet und nicht bereits in der Liste der Kulturgüter enthalten sind.

## Kulturgüter
| Foto |                                                                           | Objekt                                                | Kat. | Typ | Standort                       | Beschreibung |
| ---- | ------------------------------------------------------------------------- | ----------------------------------------------------- | ---- | --- | ------------------------------ | ------------ |
| ja   | Datei hochladen · Wikidata zu Museum Entlebucherhaus (Q27488803)          | Museum Entlebucherhaus (Sammlung) KGS-Nr.: 03887      | B    | S   | Kapuzinerweg 5 644311 / 200790 |              |
| BW   | Datei hochladen · Wikidata zu Kornspeicher der Eyhöfe (Q29785816)         | Kornspeicher der Eyhöfe KGS-Nr.: 03888                | B    | G   | Eyhof 1.1 643108 / 198711      |              |
| ja   | Datei hochladen · Wikidata zu Pfarrkirche St. Johann und Paul (Q29785814) | Katholische Kirche St. Johann und Paul KGS-Nr.: 03889 | B    | G   | Chilegass 3.1 644241 / 200380  |              |

## Übrige Baudenkmäler
| ID   | Foto |                                                                 | Objekt                | Typ | Standort                            | Beschreibung |
| ---- | ---- | --------------------------------------------------------------- | --------------------- | --- | ----------------------------------- | ------------ |
| 213  | BW   | Datei hochladen                                                 | Bauernhaus Holzguet   | G   | Holzguet 1 644204 / 199336          |              |
| 215b | BW   | Datei hochladen                                                 | Marienkapelle im Feld | G   | Frutteggstrasse 2.1 644177 / 199934 |              |
| 264  | BW   | Datei hochladen                                                 | Kapelle St. Niklaus   | G   | Chlusstalde 1.1 643975 / 197257     |              |
| 382  | ja   | Datei hochladen · Wikidata zu Kapelle St. Wolfgang (Q120871305) | Kapelle St. Wolfgang  | G   | Wolfgang 12.1 643764 / 199795       |              |
| 383  | BW   | Datei hochladen                                                 | Kapelle St. Josef     | G   | Linde 1.4 641675 / 200811           |              |
| 400  | ja   | Datei hochladen · Wikidata zu Bauernhaus Eggli (Q120872132)     | Bauernhaus Eggli      | G   | Eggli 3 643028 / 199890             |              |

Legende: Siehe Legende der Liste der Kulturgüter von nationaler und regionaler Bedeutung. Anstelle der KGS-Nummer wird als Objekt-Identifikator (ID) die Gebäudenummer im kantonalen Denkmalverzeichnis verwendet.